# Pseuderanthemum fasciculatum
Pseuderanthemum fasciculatum är en akantusväxtart som först beskrevs av Oerst., och fick sitt nu gällande namn av Emery Clarence Leonard. Pseuderanthemum fasciculatum ingår i släktet Pseuderanthemum och familjen akantusväxter. Inga underarter finns listade i Catalogue of Life.